# Szpital Powiatowy w Kłodzku

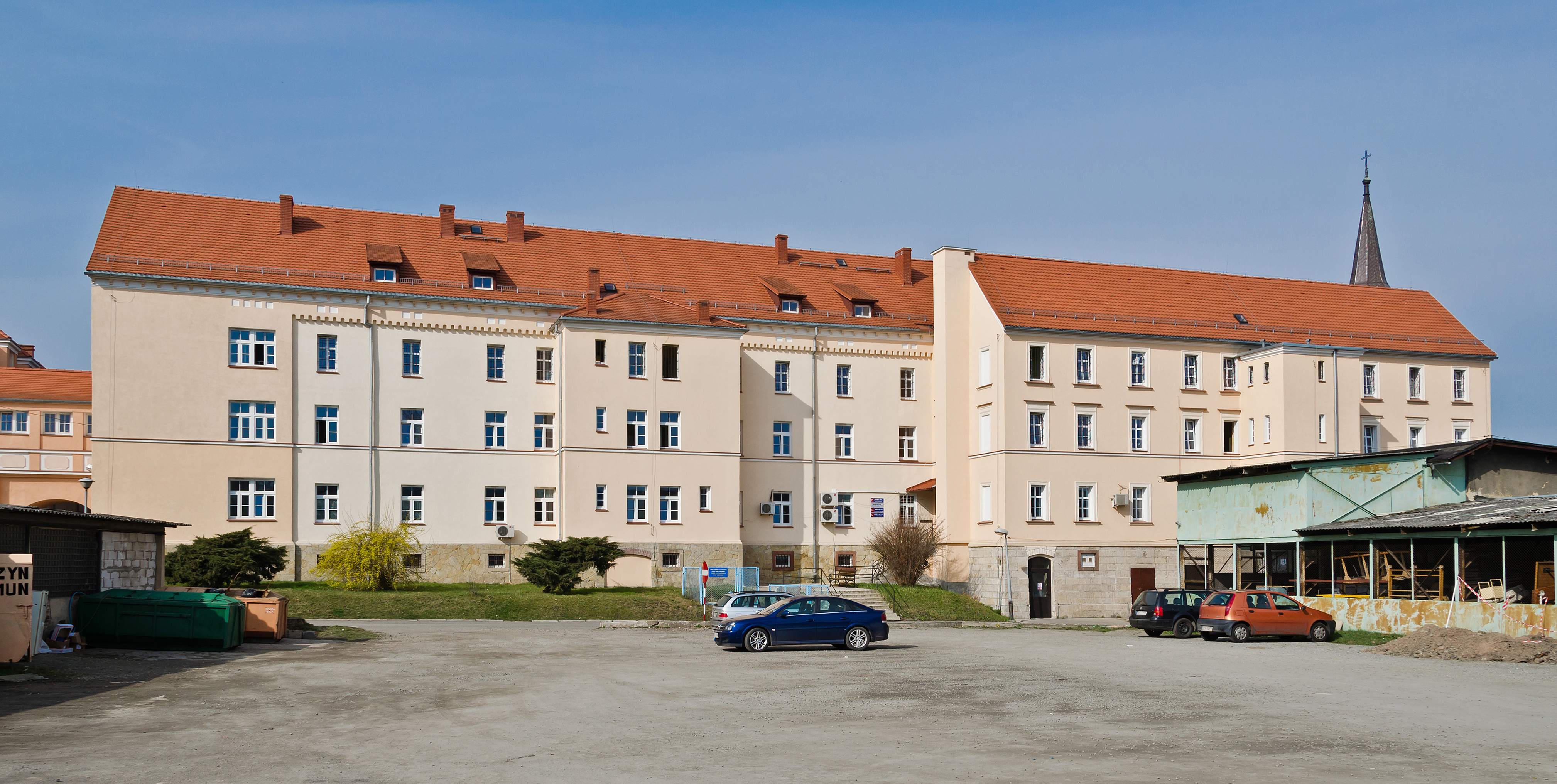
Oddział paliatywny, płucny, laboratorium i stacja krwiodawstwa

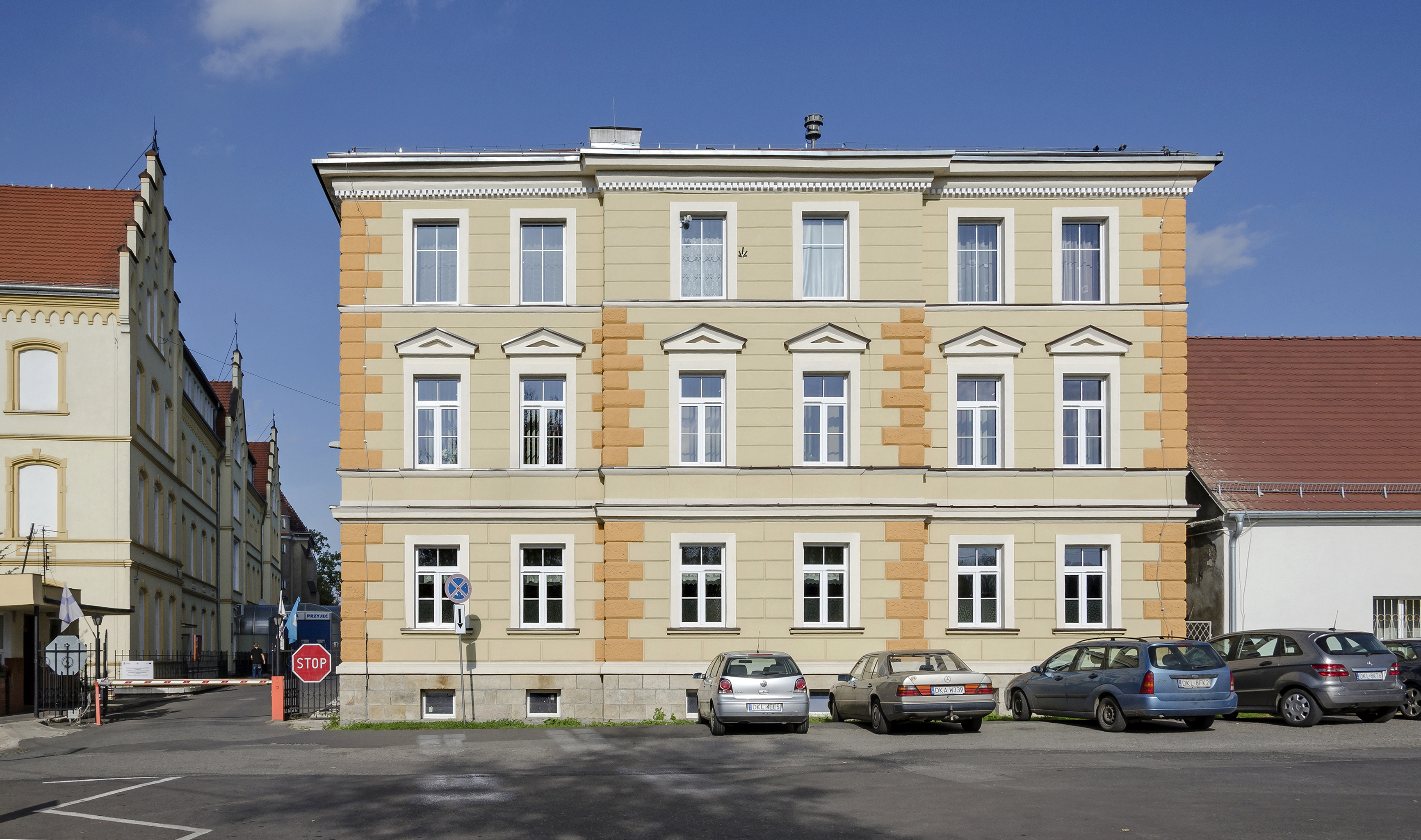
Budynek administracji

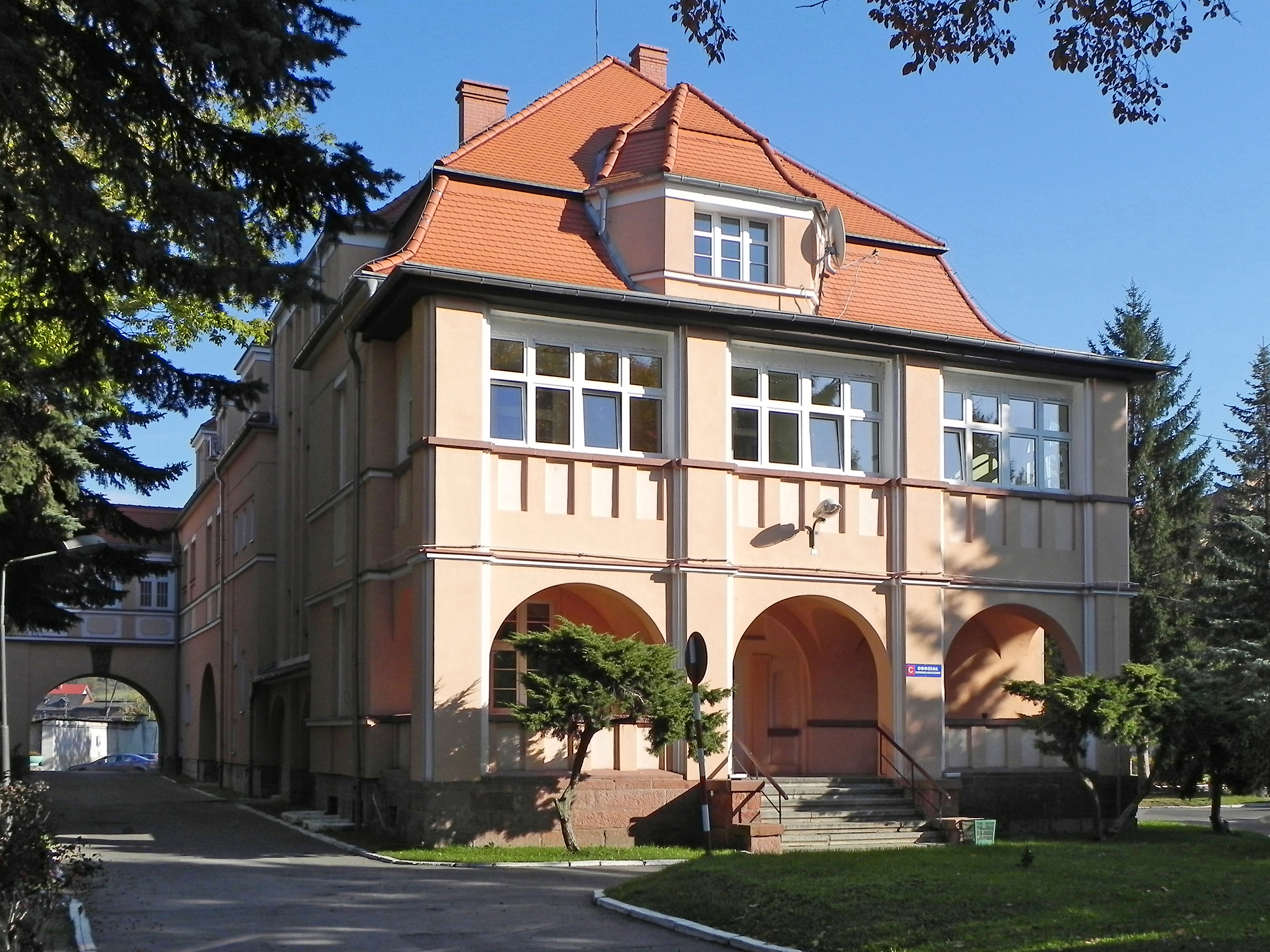
Budynek neurologii od zachodu

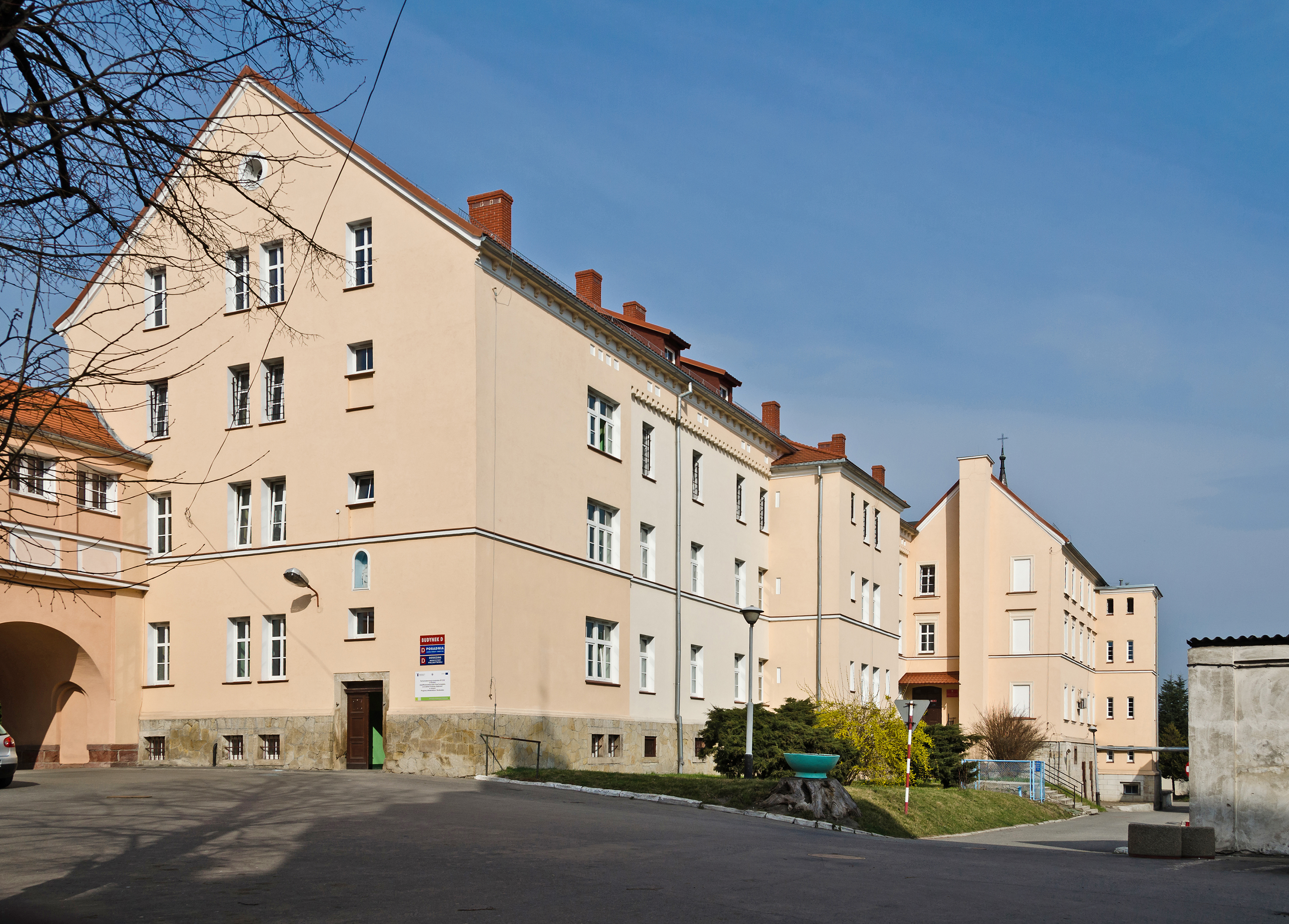
Oddział paliatywny i płucny

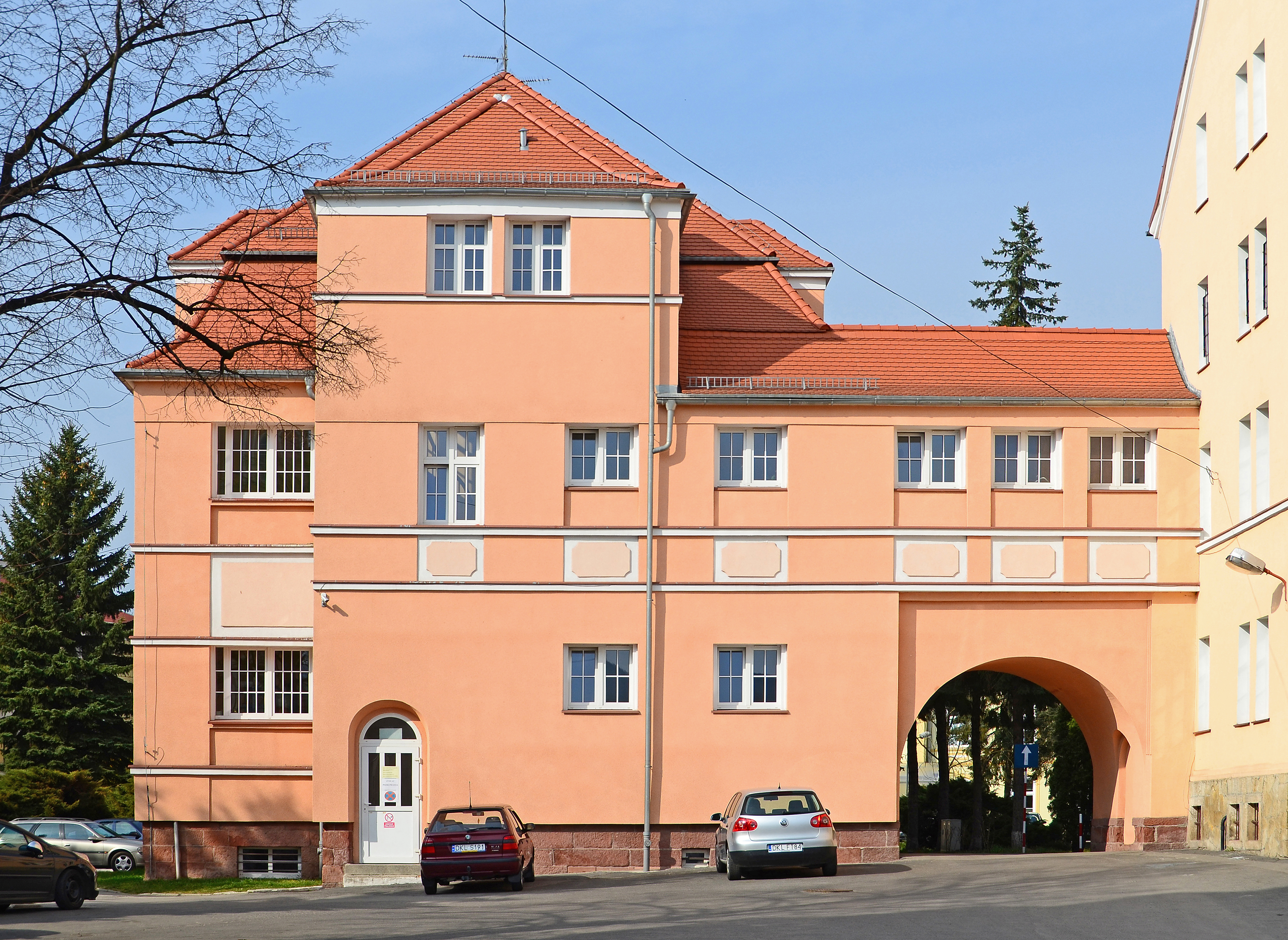
Budynek neurologii od wschodu

Szpital Powiatowy w Kłodzku – największy i obecnie jedyny szpital w Kłodzku, znajdujący się w jego północno-wschodniej części, na Jurandowie, przy ul. Szpitalnej 1a. Jego organem założycielskim jest Zarząd Powiatu Kłodzkiego.

## Historia

### Geneza i początki szpitala
W drugiej połowie XIX w. miała miejsce intensywna rozbudowa Kłodzka, co spowodowane było zniesieniem statusu miasta-twierdzy, a wraz z nim postępował rozwój demograficzny miasta.
Zbyt duża liczba chorych, na których potrzeby nie wystarczał istniejący na Przedmieściu Ząbkowickim szpital im. Marii Magdaleny, doprowadziła do zawiązania komitetu budowy nowego szpitala, który powstał z inicjatywy wiernych Kościoła katolickiego, zamieszkujących w dawnym hrabstwie kłodzkim, pod przewodnictwem ks. Josepha Bendelina. Zebrane podczas zbiórki pieniądze przeznaczono na wykup działki na Jurandowie, w pobliżu dworca kolejowego – Kłodzko Główne.
Autorstwo projektu architektonicznego całego kompleksu szpitalnego powierzono lokalnym architektom: Hannemannowi i Münsterowi, zaś nad jego budową czuwali jego kuratorzy (duszpasterze szpitala), w których skład wchodził m.in. ks. Bendelin oraz Franz Langer, regens (przełożony internatu) gimnazjum jezuickiego. Obaj architekci zaplanowali ogromny zespół szpitalny w modnym wówczas stylu neogotyckim, składającym się z kilku gmachów z wewnętrznym ogrodem oraz kaplicą przylegającą do jednego z nich.

### Szpital św. Franciszka
Jako pierwszy powstał w latach 1867–1869 obecny budynek A. W 1869 r. miało miejsce uroczyste poświęcenie obiektu i nadanie mu nazwy: Barmherziges Krankenstift St. Franziskus in Hassitz – pol. Miłosierny Zakład dla Chorych pw. św. Franciszka w Hassitz (w Goszycach). Dysponował on około 500 miejscami dla chorych, nad którymi opiekę sprawowały sprowadzone do Kłodzka w połowie XIX w. siostry franciszkanki szpitalne. Do 1889 r. następowała sukcesywna rozbudowa szpitala w kierunku wschodnim, co było zasługą kolejnych kuratorów: ks. Antoniego Conrada i Emila Riegera. Działały tu m.in. oddziały: psychiatryczny i internistyczny. W 1873 r. na terenie szpitala panowała epidemia tyfusu i cholery. Rok później wzniesiono przyszpitalną kaplicę (obecnie kościół parafialny Niepokalanego Poczęcia NMP).

### Okres po II wojnie światowej
W 1949 r. szpital pod wezwaniem św. Franciszka został upaństwowiony. W tym czasie w szpitalu opiekę pielęgniarską sprawowało 56 sióstr franciszkanek, a funkcję ich przełożonej pełniła s. M. Demetria Knosalla. W 1964 r. oddano siostrom do dyspozycji były dom lekarzy, znajdujący się w bezpośrednim sąsiedztwie szpitala. Obok sióstr zakonnych pracę podjęły świeckie pielęgniarki.
W 1975 r. w wyniku reformy administracyjnej Polski zlikwidowano powiaty wprowadzając dwustopniowy szczebel administracji: gmina-województwo. Nadzór nad szpitalem przeszedł w ręce urzędu wojewódzkiego w Wałbrzychu. Szpital otrzymał nowego patrona, którym został gen. Karol Świerczewski.
28 kwietnia 1992 r. na wniosek lokalnych władz cały kompleks szpitalny został wpisany do rejestru zabytków. Od 1 stycznia 1999 r. wchodzi on w skład Zespołu Opieki Zdrowotnej, prowadzonego przez władze samorządowe powiatu kłodzkiego.

## Architektura
Cały kompleks szpitalny położony przy ul. Szpitalnej w Kłodzku-Jurandowie zajmuje łączną powierzchnię około 60 tysięcy m². Dominantą kompozycyjną całego układu przestrzennego jest skwer znajdujący się pośrodku kompleksu wokół którego znajdują się poszczególne budynki szpitalne, wybudowane w stylu neogotyckim, w większości trzykondygnacyjne:
- Gmach A – mieści się w nim: Izba Przyjęć oraz oddziały: Chirurgii Urazowo-Ortopedycznej, Chirurgii Ogólnej, Noworodkowy, Urologiczny i Ginekologiczno- Położniczy. Do budynku przylega kościół Niepokalanego Poczęcia NMP[14]
- Gmach B – znajduje się w nim: Zakład Pielęgnacyjno-Opiekuńczy[15]
- Gmach C, D i E – mieszczą się w nim pozostałe oddziały[16]
- Gmach F – mieszczą się w nim oddziały: wewnętrzny A i wewnętrzny B[17]
- Gmach G – znajduje się w nim oddział Dziecięcy[18]
- Gmach H – mieszczą się w nim: administracja i duszpasterstwo parafii oraz budynki zaplecza[19].

## Władze szpitala
- Dyrektor: dr n. o zdrowiu Jadwiga Radziejewska
- zastępca dyrektora ds. lecznictwa dr n. med. Piotr Berkowski
- zastępca dyrektora ds. administracyjnych mgr Jacek Marcelewicz[20][21][22].

## Struktura szpitala
Szpital Powiatowy w Kłodzku stanowi część Zespołu Opieki Zdrowotnej, na który oprócz niego składa się: ratownictwo medyczne, ambulatoryjne lecznictwo specjalistyczne, przychodnia, opieka długoterminowa, pracownie i gabinety stomatologiczne oraz pracownie rehabilitacyjne. Kłodzki ZOZ działa w oparciu o:
1. Ustawę z dnia 30 sierpnia 1991 r. O zakładach opieki zdrowotnej (Dz. U. Nr 91, poz. 408 z późniejszymi zmianami).
2. Ustawę z dnia 6 lutego 1997 r. O powszechnym ubezpieczeniu (Dz. U. Nr 28, poz. 153 z późniejszymi zmianami).
3. Statut jednostki.
4. Inne przepisy dotyczące samodzielnych publicznych zakładów opieki zdrowotnej.

### Jednostki szpitala[24]
- Centralne Laboratorium Analityczne
  - Pracownia analityki ogólnej
  - Pracownia serologii grup krwi
  - Pracownia krzepnięcia
  - Pracownia mikrobiologii
  - Pracownia hematologii
  - Pracownia biochemii z immunologią
- Oddział Wewnętrzny – dysponuje 50 łóżkami szpitalnymi, w jego ramach działają pracowanie:
  - Pracownia kolonoskopii
  - Pracownia endoskopii
  - Pracownia gastroskopii
  - Pracownia USG
- Oddział Kardiologiczny – dysponuje 27 łóżkami szpitalnymi, w jego ramach działają pracownie:
  - Pracownia EKG
  - Pracownia EKG wysiłkowa
  - Pracownia Holter EKG
  - Pracownia Holter ciśnieniowy
  - Pracownia testów pochyleniowych
  - Pracownia USG serca
  - Pracownia hemodynamiki
- Oddział Dziecięcy – 20 łóżek szpitalnych
- Oddział Chirurgii Ogólnej – 30 łóżek szpitalnych
- Oddział Ginekologiczny – 20 łóżek szpitalnych
- Oddział Położniczy – 20 łóżek szpitalnych
- Oddział Neonatologii – 20 łóżek szpitalnych
- Oddział Anestezjologii
- Oddział Urologiczny – 17 łóżek szpitalnych, w jego ramach działa także:
  - Pracownia urologiczna
- Oddział Neurologiczny – 30 łóżek szpitalnych
- Oddział Medycyny Paliatywnej
- Zakład Pielęgnacyjno-Opiekuńczy.